# Bestuurderskaart

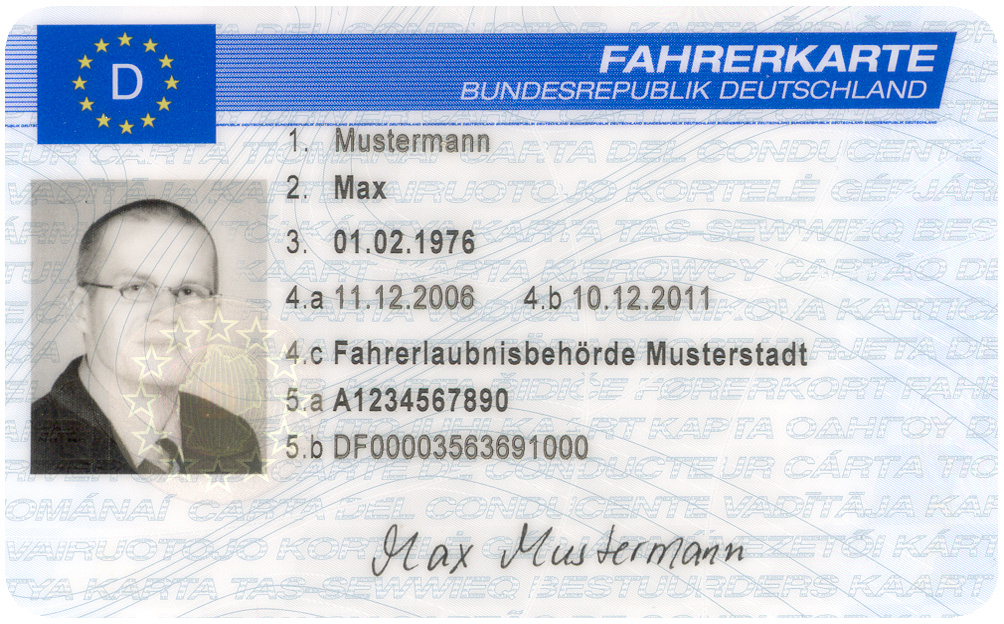
Een Duitse bestuurderskaart (voorzijde)

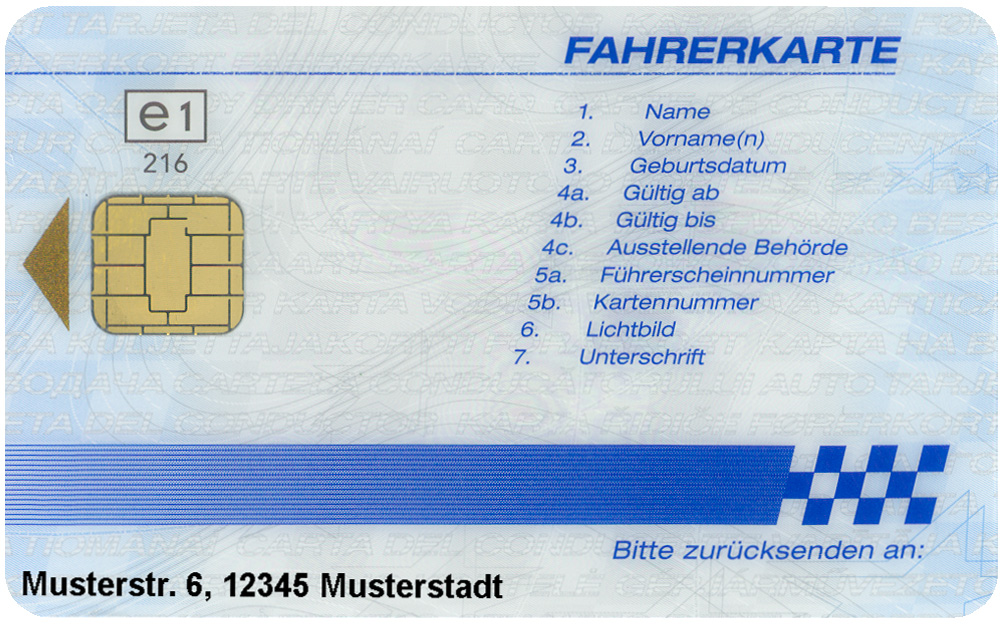
Een Duitse bestuurderskaart (achterzijde)

Een bestuurderskaart, ook wel tachograafkaart genoemd, is een persoonsgebonden chipkaart die gebruikt wordt met de digitale tachograaf.
De kaart is verplicht voor elke chauffeur die op een vrachtwagen of touringcar met een digitale tachograaf rijdt. Het dient als vervanging voor de oude tachograafschijf en onthoudt de gegevens voor ten minste 28 dagen. De pas is vijf jaar geldig.
De bestuurderskaart bevat de identiteitsgegevens en legt de volgende gegevens vast:
- Gegevens over het gebruik van het voertuig (datum, tijden, kenteken, kilometerstand)
- Chauffeursactiviteiten (datum, tijd, totale afgelegde afstand, verandering van activiteit (rijden/rusten/diverse) en de afstand die met een bijrijder is gereden)
- Gebeurtenissen, storingen en controles

## Nederland
De pas moet elektronisch worden aangevraagd bij Kiwa Register. De aanvrager krijgt dan een formulier toegestuurd waarmee de pas aangevraagd kan worden. 

## België
De kaarten moeten aangevraagd worden bij Digitach, een dienst binnen het Instituut Wegtransport en Logistiek België (ITLB). 